# スウプスク県

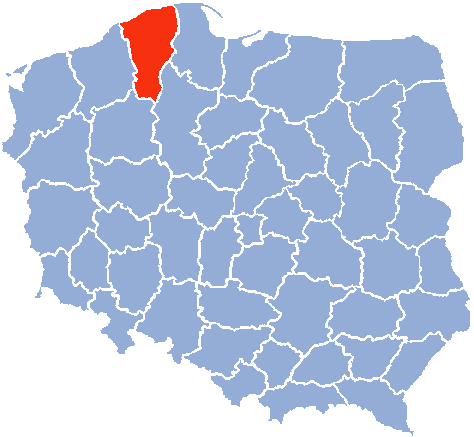
スウプスク県

スウプスク県（スウプスクけん、ポーランド語: województwo słupskie）は、1975年から1998年まで存在したポーランドの県（行政区画・地方行政単位）である。以前はシュチェチン県とコシャリン県に属していたが、1999年1月1日の地方行政区画の改正にともないポモージェ県と西ポモージェ県となった。県都はスウプスク。

## 統計（1992年1月1日時点）
- 面積：7,400 km2
- 人口：413,800人
- 人口密度：56人/km2
- グミナの数：31
- 都市の数：11

## 主要都市（人口は1995年時点）
- スウプスク（102,700人）
- レンボルク（36,300人）

## その他の都市（人口は1980年時点）
- ウストカ（15,200人）
- ビトゥフ（13,300人）
- スワブノ （12,700人）
- チュウフフ（10,700人）
- ミアストコ（10,000人）